# Toots Thielemans
"Toots" Thielemans (nascido Jean Baptiste Frederic Isidor, barão Thielemans; Bruxelas, 29 de abril de 1922 — 22 de agosto de 2016) foi um jazzista belga, conhecido por tocar gaita harmônica de boca e também por ser um impecável assoviador profissional. Aficcionados e críticos de jazz o reconhecem como um dos maiores gaitistas de jazz do século XX.[carece de fontes?]

## Carreira
Thielemans começou sua carreira como guitarrista. Em 1949 entrou em uma jam session em Paris com Sidney Bechet, Charlie Parker, Miles Davis, Max Roach entre outros. Em 1951 participou de um tour com Bobbejaan Schoepen.
Mudou-se para os EUA em 1952, onde foi membro do Charlie Parker's All-Stars. Tocou e gravou com nomes com Ella Fitzgerald, The George Shearing Quintet, Quincy Jones, Bill Evans, Paul Simon, Billy Joel, Astrud Gilberto, Elis Regina, Sivuca e outros.
A utilização da harmónica e da guitarra Rickenbacker 325 por parte dos Thielemans no final dos anos 50 inspirou um jovem John Lennon a utilizar os mesmos instrumentos.
Seu maior sucesso é "Bluesette", em cuja gravação original, usou assovio e guitarra em uníssono. Bluesette foi um grande sucesso mundial no ano de 1962, tendo sido posteriormente regravada pelo próprio Thielemans e por muitos outros artistas de vários países. Sua harmônica peculiar pode ser ouvida também nas trilhas de diversos filmes como Midnight Cowboy e em programas de televisão de várias nações. Como assoviador profissional também gravou trilhas sonoras, principalmente para comerciais de TV, ao longo de sua carreira.
Nos anos 90 Toots embarcou em projectos temáticos sobre world music. Em 1998, lançou o álbum "Chez Toots", que incluía o tema Les Moulins De Mon Coeur, com a participação do cantor Johnny Mathis.

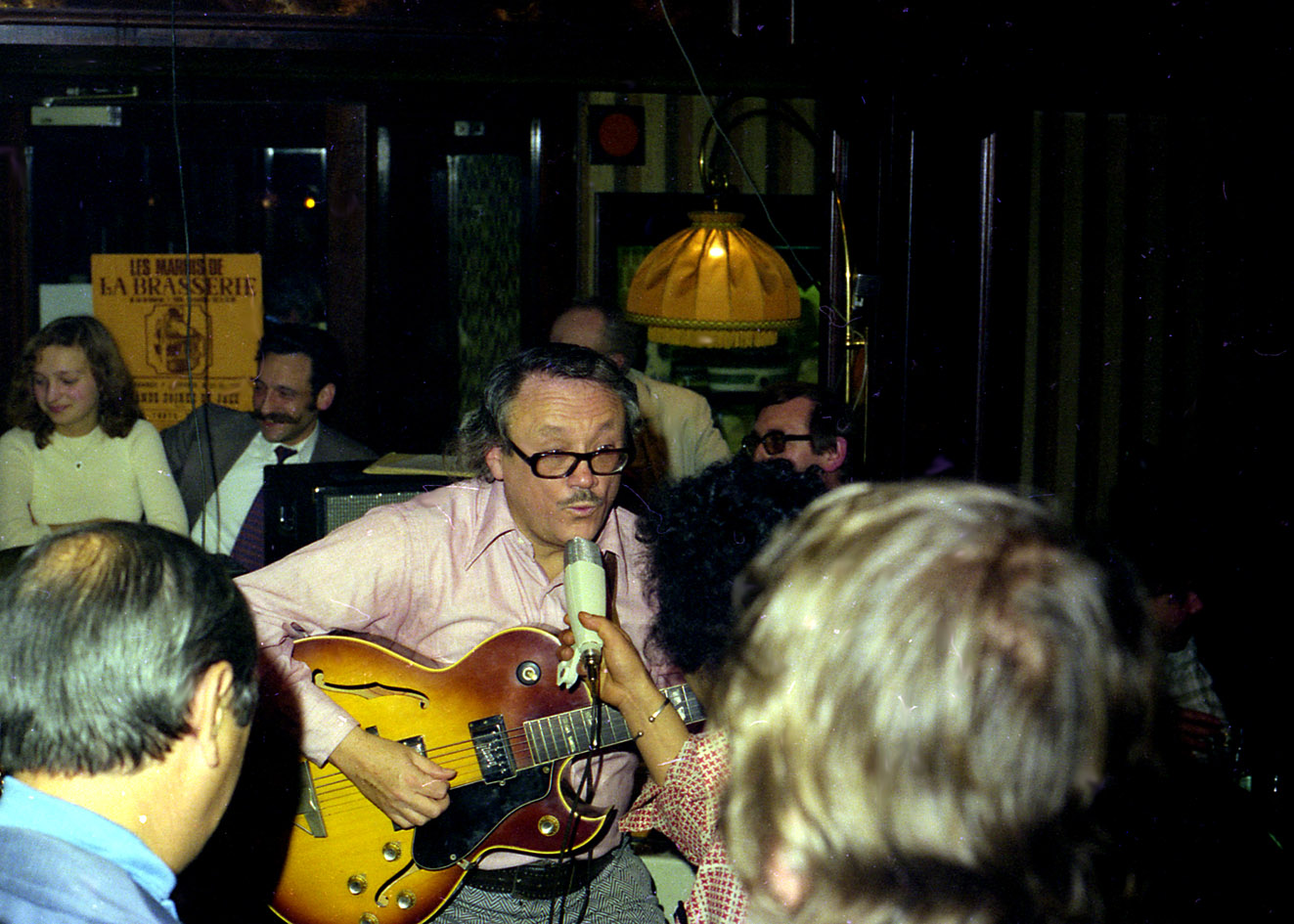
Toots at La Brasserie 1975

## Discografia
Alguns dos seus principais trabalhos:

### Solo-album
- The Whistler And His Guitar (1964, ABC Paramount)
- Aquarela do Brasil (1969, Universal, com Elis Regina)
- Only Trust Your Heart (1988)
- Footprints (1991, Universal)
- The Brazil Project (1992, BMG)
- The Brazil Project vol 2. (1993, BMG)
- Compact Jazz (1993, Verve)
- East Coast, West Coast (1994)
- Chez Toots (1998)
- The Live Takes, volume 1 (2000, Quetzal records)
- Hard to Say Goodbye, the very best of Toots Thielemans (2000, Universal)
- Toots Thielemans & Kenny Werner (2001, Universal)
- One More For The Road (2006, Verve)

### Colaborações
- com George Shearing: Shearing on Stage! (1959)
- com George Shearing: Shearing on Stage! (1959)
- com George Shearing & Dakota Staton: In the Night (1958)
- com Peggy Lee: Blues Cross Country (1962)
- com Peggy Lee: Somethin' Groovy! (1967)
- com Elis Regina: Honeysuckle Rose Aquarela Do Brasil (1969)
- com Quincy Jones: Walking in Space (1969)
- com Quincy Jones: Smackwater Jack (A&M, 1971)
- com Brook Benton: Brook Benton Today (1970)
- com Melanie: Gather Me (1971)
- com John Denver: Aerie (1971)
- com John Denver: Farewell Andromeda (1973)
- com Svend Asmussen: Yesterday and Today (1973)
- com Beppe Wolgers: Dunderklumpen (1974)
- com Paul Simon: Still Crazy After All These Years (1975)
- com Oscar Peterson: The Oscar Peterson Big 6 at Montreux (1975)
- com Oscar Peterson: Live at the North Sea Jazz Festival, 1980 (1980)
- com Urbie Green: The Fox (1976)
- com Östen Warnerbring: Höresund (1979)
- com C.V. Jørgensen: Johnny Larsen (1979)
- com Bill Evans: Affinity (1979)
- com Dizzy Gillespie: Digital at Montreux, 1980 (1980)
- com Sarah Vaughan: Songs of The Beatles (1981)
- com Jaco Pastorius: Word of Mouth (1981)
- com Billy Joel: An Innocent Man (1983)
- com Julian Lennon: Valotte (1984)
- com Sivuca: Chiko's Bar (1985)
- com Mezzoforte: Check It Out (1986)
- com James Last: Theme from Der Landarzt (1987)
- com Svend Asmussen: Toots & Svend ‎(1987)
- com Rosinha de Valença: Rosinha de Valença-Flavio Faria, feat. Toots Thielemans (1989)
- com Pat Metheny: Secret Story (1992)
- com Åke Johansson Trio and Chet Baker: Chet & Toots ‎(1998)
- com James Taylor: James Taylor at Christmas (2006)
- com Tito Puente: Live in Brussels (2011)

## Honras e prémios

### Títulos de honra[4]
- Elevado a barão pelo Rei Alberto II
- Comandante na Ordem Belga do Leopoldo
- Cavaleiro da Ordem Belga de Leopoldo II
- Cavaleiro da Ordem Francesa das Artes e Letras
- Comandante na Ordem Brasileira do Rio Branco
- Doutoramento honoris causa das universidades VUB e ULB

### Prémios
- Nomeação para o Prémio Grammy para Melhor Tema Instrumental "Bluesette": 1964[5]
- Instrumentos diversos (harmónica) vencedores do DownBeat: 1978->1996, 1999->2008, 2011, 2012
- Nomeação para o Prémio Grammy de Melhor Álbum do Grande Conjunto de Jazz "Affinity": 1980[6]
- Nomeação ao Prémio Grammy para Melhor Solo Instrumental de Jazz "Bluesette": 1992
- Zamu Music Lifetime Achievement Award: 1994
- North Sea Jazz Bird Prémio: 1995[7]
- Prémio Grammy para Best Engineered Album, Non-Classical "Q's Jook Joint": 1997
- Edison Jazz Prémio de Carreira: 2001[8]
- Troféu Alemão de Jazz: 2004[9]
- Octaves de la Musique Álbum do Ano "One More for the Road": 2006[10]
- Prémio Zinneke de Bronze: 2006[11]
- Klara Prémio de Carreira: 2007[12]
- NEA Jazz Master Award: 2009[13]
- Concertgebouw Jazz Award: 2009[14]
- Premio Donostiako Festival de Jazz de San Sebastián: 2011[15]
- HMembro Honorário da Union of Performing Artists: 2011[16]
- Academia Charles Cros Prémio de Carreira: 2012[17]
- Music Industry Lifetime Achievement Award: 2017[18]
- IFMA Awards Melhor Álbum de Compilação de Música de Filme “The Cinema of Quincy Jones” (Nomeação): 2017[19]